# Cycle (géométrie algébrique)
Pour les articles homonymes, voir Cycle.
En géométrie algébrique, les cycles sont des combinaisons formelles de fermés irréductibles d'un schéma donné. Le quotient du groupe des cycles par une relation d'équivalence convenable aboutit aux groupes de Chow (en) qui sont des objets fondamentaux.
Tous les schémas considérés ici seront supposés noethériens de dimension finie.

## Définition
On fixe un schéma {\displaystyle X} qu'on supposera noethérien de dimension finie {\displaystyle d}. Pour tout entier positif ou nul {\displaystyle p}, on appelle {\displaystyle p}-cycle irréductible (resp. {\displaystyle p}-cocycle irréductible) de {\displaystyle X} un fermé irréductible de dimension {\displaystyle p} (resp. codimension {\displaystyle p}). Un {\displaystyle p}-cycle est une combinaison formelle finie
- {\displaystyle \sum _{i}n_{i}[Z_{i}]}

où les coefficients {\displaystyle n_{i}} sont des entiers relatifs, et où les {\displaystyle Z_{i}} sont des {\displaystyle p}-cycles irréductibles. On définit similairement les
{\displaystyle p}-cocycles. L'ensemble des {\displaystyle p}-cycles est un groupe commutatif, qui est d'ailleurs le groupe abélien libre engendré par les fermés irréductibles de dimension {\displaystyle p} de {\displaystyle X}. On note ce groupe {\displaystyle Z_{p}(X)}. Similairement, le groupe des cocycles est noté {\displaystyle Z^{p}(X)}. On remarque que ces groupes sont nuls si {\displaystyle p>n}.
Les 1-cocycles s'appellent les diviseurs de Weil. Ce sont donc des combinaisons entières de fermés irréductibles de codimension 1. Rappelons qu'un fermé irréductible est de codimension 1 si ce n'est pas une composante irréductible de {\displaystyle X}, et si tout fermé irréductible qui le contient strictement est une composante irréductible de {\displaystyle X}.
La somme directe (finie) des {\displaystyle Z_{p}(X)} est le groupe des cycles de {\displaystyle X}.

## Exemples
- Le groupe {\displaystyle Z^{0}(X)} est engendré par les composantes irréductibles de {\displaystyle X}.

- Le groupe {\displaystyle Z_{d}(X)} est engendré par les composantes irréductibles de {\displaystyle X} de dimension maximale.

- Le groupe {\displaystyle Z_{0}(X)} est engendré par les points fermés de {\displaystyle X}. Ce sont les 0-cycles.

- Le groupe {\displaystyle Z^{d}(X)} est engendré certains points fermés (ceux qui sont de codimension {\displaystyle d}).

- Supposons que {\displaystyle X} soit irréductible de dimension 1. Alors {\displaystyle Z_{0}(X)=Z^{1}(X)}.

## Diviseur principal et cycle principal
Soit {\displaystyle A} un anneau local noethérien de dimension 1. Soit {\displaystyle f} un élément régulier non inversible de {\displaystyle A}. On définit l'ordre de {\displaystyle f} comme étant la longueur du {\displaystyle A}-module artinien {\displaystyle A/fA}. Notons-le {\displaystyle {\rm {ord}}(f)}. On montre que l'application ord est additif et induit donc un homomorphisme de groupes {\displaystyle {\rm {Frac}}(A)^{*}\to {\mathbb {Z} }} où {\displaystyle \mathrm {Frac} (A)} désigne l'anneau total des fractions de {\displaystyle A}. Noter que si {\displaystyle A} est intègre, l'anneau total des fractions est simplement le corps des fractions.
Supposons {\displaystyle X} intègre. Soit {\displaystyle f} une fonction rationnelle non nulle sur {\displaystyle X} (c'est donc un élément du corps des fractions de {\displaystyle O_{X}(U)} pour tout ouvert {\displaystyle U}). Pour tout fermé irréductible {\displaystyle Z} de codimension 1, de point générique {\displaystyle \xi }, l'anneau local {\displaystyle O_{X,\xi }} est de dimension 1. On note {\displaystyle {\rm {ord}}_{\xi }(f)} l'ordre de la fraction {\displaystyle f} dans l'anneau local {\displaystyle O_{X,\xi }}. On pose
- {\displaystyle {\rm {div}}(f)=\sum _{\xi }{\rm {ord}}_{\xi }(f)[Z_{\xi }]}

où la somme parcourt les points {\displaystyle \xi } de codimension 1, et où par commodité dactylographique {\displaystyle Z_{\xi }} est l'adhérence de Zariski de {\displaystyle \{\xi \}} (c'est un 1-cocycle irréductible). On montre aisément (parce que {\displaystyle X} est noethérien) que c'est une somme finie. On a donc un diviseur de Weil. Un tel diviseur est appelé un diviseur principal sur {\displaystyle X}. On a
- {\displaystyle {\rm {div}}(fg)={\rm {div}}(f)+{\rm {div}}(g)}

et {\displaystyle {\rm {div}}(1)=0}.
Par extension, les diviseurs principaux des fermés irréductibles de {\displaystyle X} forment un sous-groupe de {\displaystyle Z(X)} appelé le groupe des cycles principaux de {\displaystyle X}. Par exemple si {\displaystyle X} est de dimension 2, il y aura des diviseurs principaux de {\displaystyle X}, mais aussi des 0-cycles qui sont principaux dans des fermés irréductibles de dimension 1 de {\displaystyle X}.
On note {\displaystyle {\rm {CH}}(X)} le groupe quotient de {\displaystyle Z(X)} par le sous-groupe des cycles principaux. Les images de {\displaystyle Z^{p}(X)} et de {\displaystyle Z_{p}(X)} dans {\displaystyle {\rm {CH}}(X)} sont notées {\displaystyle {\rm {CH}}^{p}(X)} et {\displaystyle {\rm {CH}}_{p}(X)}. Ce sont les groupes de Chow (en) de {\displaystyle X}.
On dira, même si cela comporte des pathologies en dehors des variétés algébriques intègres, que deux cycles sur {\displaystyle X} sont rationnellement équivalents si leur différence appartient au groupe des cycles principaux.

## Degré d'un 0-cycle
On suppose que {\displaystyle X} est une variété algébrique sur un corps {\displaystyle k} (i.e. c'est un {\displaystyle k}-schéma de type fini). Pour tout point fermé {\displaystyle x} (donc 0-cycle irréductible), le corps résiduel {\displaystyle k(x)} est une extension finie de {\displaystyle k}. Si {\displaystyle Z=\sum _{i}n_{i}[x_{i}]} est un 0-cycle, on définit son degré par {\displaystyle \deg Z=\sum _{i}n_{i}[k(x_{i}):k].} C'est un entier qui dépend du corps de base {\displaystyle k}. L'application degré est un homomorphisme {\displaystyle Z_{0}(X)\to }ℤ.
Théorème —  
Soit {\displaystyle X} une variété algébrique propre (par exemple projectif) sur un corps {\displaystyle k}. Soit {\displaystyle Z} un 0-cycle principal. Alors il est de degré 0.
Cela veut dire que dans le cas des variétés algébriques propres, l'application degré induit un homomorphisme de groupes
{\displaystyle {\rm {CH}}_{0}(X)\to {\mathbb {Z} }.}
- Corollaire. Soit {\displaystyle X} une courbe projective sur un corps, alors l'application degré induit un homomorphisme de groupes de {\displaystyle CH^{1}(X)=CH_{0}(X)} dans {\displaystyle {\mathbb {Z} }}.

## Fonctorialité
Soit {\displaystyle f:X\to Y} un morphisme. Soit {\displaystyle Z} un fermé irréductible, de point générique {\displaystyle \xi }. On pose
- {\displaystyle f_{*}[Z]=[k(\xi ):k(f(\xi )][f(Z)]} si l'extension {\displaystyle k(\xi )/k(f(\xi ))} est finie, et {\displaystyle f_{*}[Z]=0} sinon.

Ceci induit un homomorphisme de groupes {\displaystyle f_{*}:Z(X)\to Z(Y)}. Lorsque {\displaystyle Y} est le spectre d'un corps {\displaystyle k} et que {\displaystyle f} est de type fini, pour tout 0-cycle {\displaystyle Z}, on a {\displaystyle f_{*}Z=(\deg Z).e} où {\displaystyle e} est l'unique 0-cycle de Spec k.